# Jacek Staszelis
Jacek Maria Staszelis (ur. 20 stycznia 1949 w Warszawie) – polski matematyk i informatyk, działacz opozycji demokratycznej w PRL, taternik i „taternik”, współpracownik KOR i podziemnego NSZZ „Solidarność”, bohater „Piosenki o Jacku Staszelisie” Jana Krzysztofa Kelusa.

## Życiorys
Jacek Staszelis ukończył IX Liceum Ogólnokształcące w Warszawie, a następnie studia matematyczne na Wydziale Matematyki Uniwersytetu Warszawskiego.
Po odbyciu służby wojskowej pracował jako asystent na Wydziale Socjologii Uniwersytetu Warszawskiego (1973–1975), a następnie w Instytucie Badań Jądrowych (IBJ), skąd przeszedł do Centrum Astronomicznego im. Mikołaja Kopernika PAN (CAMK) w 1977 roku, gdzie pracował na stanowisku specjalisty ds. oprogramowania. Okoliczności tego przejścia ówczesny dyrektor CAMK prof. Józef Smak wspominał tak: Szef Staszelisa, profesor Roman Żelazny [ówczesny dyrektor Środowiskowego Centrum Obliczeniowego Cyfronet, zastępca dyrektora IBJ], przez długi czas odmawiał swojej zgody na jego przejście do naszego Centrum. Zgodził się dopiero wtedy, gdy Staszelis stał się obiektem zmasowanej ubeckiej nagonki i pojawiła się groźba jego wyrzucenia z pracy przez dyrekcję IBJ.
Po trzyletniej pracy za granicą w Afryce Północnej, w latach 1995–2000 pracował w Wydawnictwie Naukowym PWN, gdzie kierował projektem informatycznym tworzenia haseł dla Encyklopedii PWN, opartym na nieznanym wówczas standardzie SGML (później XML). W latach dwutysięcznych pracował kolejno w ZUS (jako analityk w Departamencie Wdrożenia KSI), w Urzędzie Miasta Stołecznego Warszawy na stanowisku Głównego specjalisty ds. standardów i w Centrali PZU Życie SA jako Koordynator w Biurze Analiz i Wdrożeń Informatycznych, do 2009 roku.
Obecnie na emeryturze.

## Działalność niezależna
Jacek Staszelis był taternikiem (członkiem Klubu Wysokogórskiego), narciarzem wysokogórskim, turystą i żeglarzem. W czasie studiów zaangażował się w działalność grupy „taterników”, młodych polskich współpracowników paryskiej „Kultury”, którzy przemycali przez granicę polsko-czechosłowacką, w rejonie Tatr, z jednej strony powstałe w Polsce dokumenty dotyczące wydarzeń marca 1968 roku i bieżącej sytuacji w Polsce, z drugiej egzemplarze „Kultury” oraz książki wydawane przez Instytut Literacki. Było to następstwem jego zaangażowania po Marcu 1968: był autorem i współautorem ulotek, wśród których ulotka z maja 1968 roku ostrzegała przed inwazją na Czechosłowację.
Został aresztowany 11 października 1969 roku i oskarżony z art. 23 § 1 m.k.k. o „rozpowszechnianie ulotek, opracowań i książek o wrogich treściach społeczno-politycznych, zawierających fałszywe wiadomości mogących wyrządzić szkodę interesom Państwa Polskiego i obniżyć powagę jego naczelnych organów w Warszawie” (czyli rozprowadzanie wydawnictw paryskiej „Kultury”) w okresie od marca do czerwca 1969 roku. 9 grudnia 1969 roku Staszelis wyszedł na wolność, a 10 marca 1970 roku Sąd Wojewódzki dla m.st. Warszawy umorzył sprawę na mocy amnestii z dnia 21 lipca 1969 roku. W 1974 odbył roczną służbę wojskową. Później był obserwowany przez służby jako „podejrzany o aktywne kontakty ze środowiskiem rewizjonistycznym”.
W 1973 roku był aktywnym uczestnikiem akcji przeciwdziałania likwidacji Zrzeszenia Studentów Polskich, a właściwie jego przekształcenia w Socjalistyczny Związek Studentów Polskich.
Miał zakaz wyjazdów za granicę i przez wiele lat odmawiano mu wydania książeczki pływań morskich.
2 lipca 1976 roku podpisał „Oświadczenie piętnastu młodych opozycjonistów solidaryzujących się z polskimi robotnikami”, będące zapowiedzią powstania Komitetu Obrony Robotników, wspierał pomoc dla robotników Ursusa i Radomia, represjonowanych po wydarzeniach czerwcowych 1976 roku. Występował w Sprawie Operacyjnego Rozpracowania (SOR) krypt. „Maniacy” założonej przez Wydział III KWMO w Radomiu w 1976 roku. Ta SOR została wszczęta przez SB w związku z działalnością Komitetu Obrony Robotników na rzecz osób represjonowanych za udział w wydarzeniach radomskiego czerwca 1976 roku.
We wrześniu 1980 roku został przewodniczącym Komisji Zakładowej NSZZ „Solidarność” w CAMK-u. Po grudniu 1981 roku zaangażował się w działalność podziemnej „Solidarności”, szczególnie Tygodnika Mazowsze. W pierwszych miesiącach stanu wojennego czynnie uczestniczył w akcjach zdobywania informacji dla Tygodnika o tym, co się dzieje w kraju, koordynowanych przez Tomasza Chlebowskiego, Iwonę Korzeniewską i Elwirę Milewską-Zonn (żonę prof. Włodzimierza Zonna). Jak wspomina: Chyba pierwsi mieliśmy informacje o zastrzelonych z Lubina (korespondent Marek Sikora), o zastrzeleniu Bogdana Włosika w Nowej Hucie (korespondent Mirosław Panek). (...) Z Mieczysławem Prószyńskim przerobiliśmy edytor MS Word do polskiej czcionki. Mietek napisał program do składu w szpaltach. Profesor Marek Demiański przemycił drukarkę laserową [dostarczoną mu przez Tomasza Chlebowskiego]. TM było pierwszą publikacją (albo jedną z pierwszych) składaną komputerowo w Polsce.
W 1984 roku wraz z Konradem Bielińskim i Mirosławem Pankiem brał udział w organizacji ogólnopolskiej akcji monitorowania przebiegu wyborów do rad narodowych na podstawie poprawnie określonych statystycznych próbek frekwencji w lokalach wyborczych, był autorem programów komputerowych, które losowały dobór próby i miały liczyć wyniki. Akcja ta razem z innymi metodami monitorowania, koordynowanymi przez Tomasza Chlebowskiego z Tygodnika Mazowsze (jak całodzienne obserwacje lokali oraz przecieki z komisji wyborczych) pozwoliła Tymczasowej Komisji Koordynacyjnej NSZZ „Solidarność” na wydanie komunikatu wykazującego, że wyniki wyborów zostały sfałszowane (zawyżone o około 15%) przez władze komunistyczne.
Jacek Staszelis jest autorem kilku recenzji, publikacji naukowych i artykułów w prasie, współpracował z Bartoszem Kaliskim przy pisaniu książki „Kurierzy wolnego słowa (Paryż–Praga–Warszawa 1968–1970)”.
W 2003 roku był obserwatorem, z ramienia OBWE, sfałszowanych wyborów prezydenta w Azerbejdżanie.

## Życie prywatne
Jacek Staszelis jest synem Jerzego i Marii. Był żonaty z tragicznie zmarłą Hanną Orlik, z którą miał syna Jakuba (ur. w 1986 roku), który jest prezydentem świątyni Hare Kryszna w Mysiadle.